# Ngôn lá hẹp
Ngôn lá hẹp (danh pháp: Alyxia angustifolia) là một loài thực vật có hoa trong họ La bố ma. Loài này được Ridl. mô tả khoa học đầu tiên năm 1915.